# Lucrezia Beccari
Lucrezia Beccari (Rivoli, 18 dicembre 2003) è una pattinatrice artistica su ghiaccio italiana. In coppia insieme a Matteo Guarise ha vinto l'argento all'NHK Trophy, il bronzo a Skate Canada nel 2023 e l'oro nei Campionati Europei del 2024 a Kaunas. Da individualista aveva vinto l'argento al Festival olimpico della gioventù europea nel 2019.

## Palmarès

### Con Guarise
| Internazionali                | Internazionali | Internazionali | Internazionali |
| Evento                        | 2022-23        | 2023-24        | 2024-25        |
| ----------------------------- | -------------- | -------------- | -------------- |
| Campionati mondiali           |                | 9°             |                |
| Campionati europei            | 7°             | 1°             |                |
| GP NHK Trophy                 |                | 2°             | R              |
| GP Skate Canada International |                | 3°             | R              |
| CS Golden Spin                |                |                | R              |
| CS Lombardia Trophy           |                | 4°             |                |
| CS Nebelhorn Trophy           |                | 2°             |                |
| CS Warsaw Cup                 | 4°             |                |                |
| Challenge Cup                 |                | 2°             |                |
| Shangai Trophy                |                |                | 2°             |
| Tayside Trophy                | R              |                |                |
| Nazionali                     |                |                |                |
| Campionati Italiani           | 3°             | 2°             |                |
| R = Ritirati                  |                |                |                |

### Individuale femminile
| Internazionali                                           | Internazionali | Internazionali | Internazionali | Internazionali | Internazionali | Internazionali |
| Evento                                                   | 2016–17        | 2017–18        | 2018–19        | 2019–20        | 2020–21        | 2021–22        |
| -------------------------------------------------------- | -------------- | -------------- | -------------- | -------------- | -------------- | -------------- |
| GP d'Italia                                              |                |                |                |                |                | 12°            |
| CS Golden Spin                                           |                |                |                | 7°             |                |                |
| CS Lombardia Trophy                                      |                |                |                | 7°             |                | R              |
| CS Warsaw Cup                                            |                |                |                | 11°            |                |                |
| EduSport Trophy                                          |                |                |                | 1°             |                |                |
| Egna Trophy                                              |                |                |                |                | 1°             |                |
| Halloween Cup                                            |                |                |                | 1°             |                |                |
| Icelab International                                     |                |                |                |                |                | 1°             |
| Merano Cup                                               |                |                |                |                |                | 2°             |
| Sofia Trophy                                             |                |                |                | 2°             |                |                |
| Tirnavia Ice Cup                                         |                |                |                |                |                | R              |
| Internazionali: Junior                                   |                |                |                |                |                |                |
| Campionati mondiali                                      |                | 16°            | 16°            |                |                |                |
| JGP Bielorussia                                          |                | 7°             |                |                |                |                |
| JGP Lituania                                             |                |                | 7°             |                |                |                |
| JGP Polonia                                              |                |                |                | 16°            |                |                |
| JGP Slovenia                                             |                |                | 15°            |                |                |                |
| Festival olimpico della gioventù europea                 |                |                | 2°             |                |                |                |
| Bavarian Open                                            |                |                | 3°             |                |                |                |
| Cup of Nice                                              |                | 7°             |                |                |                |                |
| Cup of Tyrol                                             |                | 2°             |                |                |                |                |
| Denkova-Staviski Cup                                     |                |                | 1°             |                |                |                |
| EduSport Trophy                                          |                |                | 1°             |                |                |                |
| Golden Bear                                              |                | 2°             | 3°             |                |                |                |
| IceLab International                                     |                |                |                | 4°             |                |                |
| Merano Cup                                               |                | 1°             |                |                |                |                |
| Skate Helena                                             |                | 1°             |                |                |                |                |
| Warsaw Cup                                               |                |                | 1°             |                |                |                |
| Internazionali: Advanced novice                          |                |                |                |                |                |                |
| Egna Trophy                                              | 5°             |                |                |                |                |                |
| Rooster Cup                                              | 2°             |                |                |                |                |                |
| Nazionali                                                |                |                |                |                |                |                |
| Campionati italiani                                      | 1° N           | 1° J           | 2°             | 4°             | 3°             | 6°             |
| R = Ritirata. Categorie: N = Advanced novice; J = Junior |                |                |                |                |                |                |